# Edifici de la República
L'Edifici de la República és un edifici de Castelldefels (Baix Llobregat) que forma part de l'Inventari del Patrimoni Arquitectònic de Catalunya. Abans era una escola. Ara és un edifici propietat de l'Ajuntament amb usos múltiples.
És un edifici de planta baixa i estructura rectangular del qual destaca un cos central sobresortint, amb planta baixa i pis. Les aules es disposen linealment i estan orientades vers el sud-est, i s'hi accedeix des d'un corredor que al pati posterior forma un porxo.
L'edifici acollí les primeres escoles públiques de Castelldefels, mixtes, fetes durant la Segona República, concretament l'any 1936. Els plànols foren de Josep Fradera.